# الديانات الإفريقية التقليدية
يعد مصطلح الديانات الإفريقية التقليدية مصطلحًا شاملاً يستخدم لجميع الأديان العرقية والعادات الدينية الشعبية لـ شعب إفريقيا (لا سيما جنوب الصحراء الكبرى)، بما في ذلك التوفيق بين الأديان مع التقاليد الأخرى، ولا سيما المسيحية والإسلام. وبسبب النطاق الواسع والتنوع الإثنوغرافي في المنطقة الإفريقية الواقعة جنوب الصحراء الكبرى، فلا يوجد مظهر واحد لتوحيد «الدين الإفريقي» بعيدًا عما يسمى بـالعالم الثقافي لدين ما بعد الحداثة على المستوى العالمي، بمعنى مظهر التاريخ الشفهي والإحيائية. الديانات الإفريقية التقليدية هي مجموعة من المعتقدات شديدة التنوع التي تشمل مختلف الديانات العرقية. وبشكل عام، هذه التقاليد شفهية وليست كتابية، وتشمل الإيمان بكمية مختلفة من الآلهة العليا والسفلى، بما في ذلك في بعض الأحيان خالق أعلى، والإيمان بالروح، وتكريم الموتى، واستخدام السحر والطب التقليدي الإفريقي. ووفقا لوغيراً «إنها الديانة الوحيدة التي يمكن أن تدعي أنها نشأت في إفريقيا. والأديان الأخرى الموجودة في إفريقيا لها أصول في أجزاء أخرى من العالم».
يتوزع أتباع الديانات التقليدية في إفريقيا جنوب الصحراء على 43 دولة ويقدر عددهم بأكثر من 100 مليون. وعلى الرغم من أن غالبية الأفارقة اليوم هم أتباع للديانة المسيحية أو الإسلام، إلا أن الأفارقة غالباً ما يجمعون بين ممارسة عقيدتهم التقليدية وممارسة الديانات الإبراهيمية. وتنتشر كل من الديانتان الإبراهيميتان في جميع أنحاء إفريقيا، رٌغم تركز معظمهما في مناطق مختلفة. ولقد حلت محل الديانات الإفريقية الأصلية، ولكن في كثير من الأحيان تكيفت مع السياقات الثقافية ونُظم المعتقدات الإفريقية.
كما يوجد أتباع للديانات الإفريقية التقليدية في جميع أنحاء العالم. في الآونة الأخيرة فإن الانتماء إلى الديانات الإفريقية التقليدية، مثل ديانة يوروبا، آخذة في الارتفاع. وتجد الديانة اليوروبية جذورًا في الولايات المتحدة بين الأمريكيين من أصل إفريقي.

## التصنيف والإحصاءات

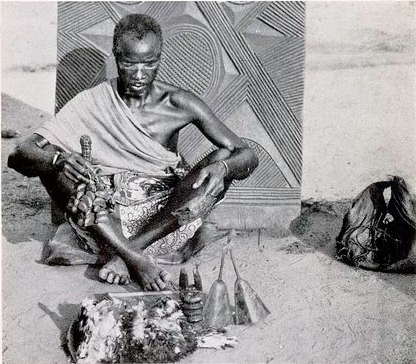
"رجل الطب" إيجبو في أوائل القرن العشرين في نيجيريا، غرب إفريقيا.

افترض كريستوفر إيهرت خمسة تقاليد دينية لغوية عرقية لإفريقيا. ويمثل اثنان من هذه التقاليد (كومان والخويسنية) الإلحاد، كما هو الحال مثلا بين شعب أودوك. ومن هذه التقاليد الأفرو آسيوية، نجد الهينوسية، وهي عن عبادة الناس لإله واحد فقط يكون وطني أو قبلي، على الرغم من اعترافهم بآلهة الشعوب الأخرى. وهناك اثنان من هذه التقاليد، وهما السودانية والكونغوية، يتبعان مذهب التوحيد، كما هو الحال مثلاً بين الماساي وإيوي.
ويسرد موقع آدهرنت (اعتبارًا من 2007) قوائم تضم «أديان تقليدية إفريقية وأديان شتات» على أنها «مجموعة دينية كبيرة»، تقدر بحوالي 100 مليون من الأتباع. ويبررون هذا السرد المشترك للديانات التقليدية الإفريقية وديانات الشتات الإفريقي، والانفصال عن فئة «الدين العرقي الأصلي» من خلال الإشارة إلى أن أديان «الشعوب الأصلية» تعد قبلية في المقام الأول ومكونة من شعوب ما قبل الاستعمار. على الرغم من أنه يوجد بالتأكيد تداخل بين هذه الفئة والفئة غير الإفريقية البدائية من السكان الأصليين أتباع المذهب الديني، فإن هناك أسبابًا لفصل الاثنين، وتتضح الأسباب بصورة أفضل عن طريق التركيز تحديدًا على اليوروبا، وهو على الأرجح يعد أكبر التقاليد الإفريقية الدينية/القبلية تعقيدًا. وكان اليوروبا يمثل دين الولايات الكبرى الموجودة قبل الاستعمار الأوروبي والممارسين لها اليوم، وبالتأكيد كانوا في منطقة البحر الكاريبي وأمريكا الجنوبية والولايات المتحدة، وقد أدمجت في المجتمع والتكنولوجيا الصناعية، ومع ذلك لا تزال تعلن الانتماء إلى هذا النظام الديني القائم على التبعية لإفريقيا. وقد انتشرت الطقوس الدينية المتماسكة والمعتقدات والمنظمات في عالم اليوروبا (ومجموعات دينية/قبلية إفريقية كبيرة أخرى مثل فون) إلى الحد الذي جعلها تتسم بخصائص الأمم والعديد من الأديان المنظمة وليس مجرد القبائل.
يتوزع ممارسو الديانات التقليدية في إفريقيا جنوب الصحراء الكبرى بين 43 دولة، ويقدر عددهم بحوالي 70 مليون نسمة أي 12% من سكان إفريقيا، في حين أن أكبر الأديان في إفريقيا هي المسيحية والإسلام، وهو ما يمثل 40% إلى 40%، على التوالي. كما هو الحال في كل مكان، لا يستبعد أتباع أي دين اتباع بقايا الدين الشعبي حيث تبقى تقاليد التنصير أو الأسلمة.

## الاضطهاد

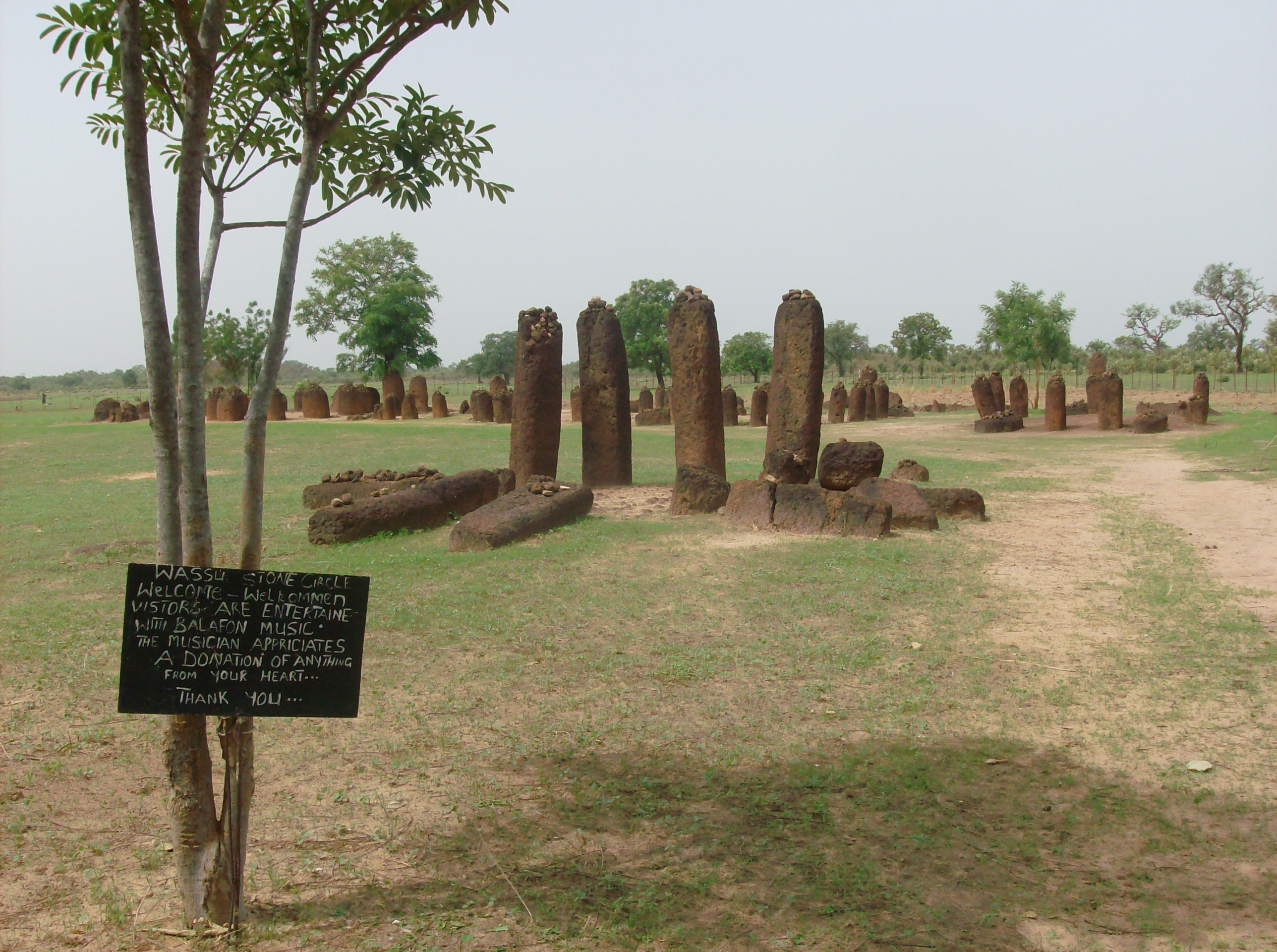
الدوائر الميغاليثية في سينيغامبيا، كان أتباع الديانة سيريرية التقليدية أهدافًا للجهاد الإسلامي والاضطهاد منذ القرن الحادي عشر إلى القرن التاسع عشر.

واجهت الديانات الإفريقية التقليدية الاضطهاد من قبل أنصار مختلف الأيديولوجيات. وقد تم تحويل أتباع هذه الديانات بالقوة إلى الإسلام والمسيحية، وتمت شيطنة وتهميش أتباعها. الاضطهادات تشمل القتل، وشن الحرب، وتدمير الأماكن المقدسة، وغيرها من الأعمال الوحشية.

### الاضطهاد من قبل المسلمين
وقد أثرت الديانات الإفريقية التقليدية على الإسلام في إفريقيا، ويعتبر الإسلام أكثر شيوعًا مع الديانات الإفريقية التقليدية، ولكن حدثت أشكال من الصراع، خاصةً بسبب الموقف التوحيدي للإسلام وصعود الإصلاحيين المسلمين مثل أسكيا محمد. في منطقة سينيجامبيا، أصبحت قومية السيريريون الذين ربطوا «صلة قوية بماضيهم الديني القديم»، أهدافًا للجهاد الإسلامي والاضطهاد منذ القرن الحادي عشر إلى القرن التاسع عشر، مما أدى إلى معركة فاندان - ثيوتيون. استوعب معظم أتباع الديانات التقليدية الإسلام في بداية انتشاره في إفريقيا، ولكن في غرب إفريقيا، فقط مع ظهور الاستعمار بدأ للإسلام جاذبية جماهيرية، حيث تحولت الجماعات من العداء التاريخي للهيمنة الإسلامية نحو الانضمام إلى المجتمعات الإسلامية. وفي العديد من الحالات، اختارت الجماعات المتصارعة الانحياز إلى جيوش المسلمين ضد مجتمعات إفريقية أخرى.

### الاضطهاد من قبل المسيحيين
قام المسيحيون الأوائل في دلتا النيجر الذين كانوا ضد عادات وتقاليد القبائل الأصلية بتنفيذ اضطهادات مثل تدمير الأضرحة وقتل الزواحف الإغوانة المقدسة. يُشار إلى أن الاستعمار الأوروبي لإفريقيا قد مهد الطريق للمبشرين المسيحيين إلى إفريقيا. في بعض الحالات، تعرض قادة الديانات الإفريقية التقليدية للاضطهاد من قبل المبشرين واعتبروا «وكلاء الشيطان»، وناقش علي مزروعي قضايا مماثلة في كتابه. مثال آخر على الاضطهاد من قبل المبشرين المسيحيين، هو اضطهاد المبشرين المسيحيين الأوائل لشعب الشونا، في زيمبابوي في الحالية، من خلال تدنيس الأضرحة في ماتونيني، ومضايقة كهنة شونا، وشجب عبادة الإله موارى، على اعتبار أنه إله مزيف. استمر هذا الاضطهاد حتى تم مُنع الشونا تمامًا من عبادة إلههم مواري في ماتونيني. وعلى الرغم من محاولات التسامح والحوار بين الأديان، كان هناك اعتقاد في العديد من الكنائس المسيحية بأن «كل شيء إفريقي يبدو وثنًا»، ويزعم البعض أن هذا الرأي ما زال قائماً في بعض المواقف الدينية الخمسينية الإنجيلية. إن الرأي التاريخي الذي كان يجب على الأفارقة أن يصبحوا «متحضرين» بسبب العبودية والاستعمار والنشاط التبشيري المسيحي ساهم على الأرجح في عدم التسامح مع الأديان التقليدية خلال الفترة الاستعمارية. بلغت هذه الآراء ذروتها في بعض المستعمرات رافضة فكرة أن الديانات الإفريقية التقليدية هي ديانات صحيحة.

## ملاحظة
1. ↑  see e.g. Leo Frobenius on African History, Art, and Culture: An Anthology, 2007. ISBN 1-55876-425-9, or, e.g. An African Story بي بي سي نسخة محفوظة 27 يوليو 2017 على موقع واي باك مشين.
2. ↑  Encyclopedia of African Religion (Sage, 2009) Molefi Asante
3. ↑  Encyclopedia of African Religion (Sage, 2009) موليفي كيتي أسانتي
4. ↑  Juergensmeyer, Mark (2006). The Oxford Handbook Of Global Religions. (ردمك 0-19-513798-1).
5. ↑  S. Mbiti, John (1991). Introduction to African religion. (ردمك 0-435-94002-3).
6. ↑  "African Traditional Religion | South African History Online". www.sahistory.org.za. مؤرشف من الأصل في 2019-10-31. اطلع عليه بتاريخ 2019-10-31.
7. ↑  "The spirituality of Africa". Harvard Gazette (بالإنجليزية الأمريكية). 6 Oct 2015. Archived from the original on 2019-06-19. Retrieved 2019-10-31.
8. ↑  Britannica Book of the Year (2003), Encyclopædia Britannica (2003) (ردمك 978-0-85229-956-2) p.306 
According to the Encyclopædia Britannica, as of mid-2002, there were 480,453,000 Christians, 329,869,000 Muslims and 98,734,000 people who practiced traditional religions in Africa. Ian S. Markham, A World Religions Reader (1996) Cambridge, MA: Blackwell Publishers نسخة محفوظة March 4, 2016, على موقع واي باك مشين. is cited by Morehouse University as giving the mid-1990s figure of 278,250,800 Muslims in Africa, but still as 40.8% of the total. These numbers are estimates, and remain a matter of conjecture (see Amadu Jacky Kaba). The spread of Christianity and Islam in Africa: a survey and analysis of the numbers and percentages of Christians, Muslims and those who practice indigenous religions. The Western Journal of Black Studies, Vol 29, Number 2, (June 2005), discusses the estimations of various almanacs and encyclopedias, placing Britannica's estimate as the most agreed on figure. Notes the figure presented at the World Christian Encyclopedia, summarized here نسخة محفوظة March 5, 2016, على موقع واي باك مشين., as being an outlier. On rates of growth, Islam and Pentecostal Christianity are highest, see: The List: The World's Fastest-Growing Religions, Foreign Policy, May 2007.
9. ↑  Lugira, Aloysius M., African Traditional Religions (New York: Chealsea House, 2009), p. 36 [in] Varghese, Roy Abraham, Christ Connection: How the World Religions Prepared the Way for the Penomenon of Jesus, Paraclete Press (2011), p. 1935, (ردمك 9781557258397)  (Retrieved 24 March 2019) نسخة محفوظة 28 يناير 2020 على موقع واي باك مشين.
10. 1 2  Mbiti، John S (1992). Introduction to African religion. ISBN:9780435940027. مؤرشف من الأصل في 2020-01-28.When Africans are converted to other religions, they often mix their traditional religion with the one to which they are converted. In this way they are not losing something valuable, but are gaining something from both religious customs
11. ↑  Riggs، Thomas (2006). Worldmark Encyclopedia of Religious Practices: Religions and denominations. ص. 1. ISBN:9780787666125. مؤرشف من الأصل في 2019-12-03.Although a large proportion of Africans have converted to Islam an Christianity, these two world religions have been assimilated into African culture, and many African Christians and Muslims maintain traditional spiritual beliefs
12. ↑  Gottlieb، Roger S (9 نوفمبر 2006). The Oxford handbook of religion and ecology. ISBN:9780195178722. مؤرشف من الأصل في 2020-01-28.Even in the adopted religions of Islam and Christianity, which on the surface appear to have converted millions of Africans from their traditional religions, many aspect of traditional religions are still manifest
13. ↑  "US study sheds light on Africa's unique religious mix". AFP. مؤرشف من الأصل في 2010-04-25.t doesn't seem to be an either-or for many people. They can describe themselves primarily as Muslim or Christian and continue to practice many of the traditions that are characteristic of African traditional religion," Luis Lugo, executive director of the Pew Forum, told AFP.
14. ↑  Quainoo، Samuel Ebow (1 يناير 2000). In Transitions and consolidation of democracy in Africa. ISBN:9781586840402. مؤرشف من الأصل في 2020-01-28.Even though the two religions are monotheistic, most African Christians and Muslims convert to them and still retain some aspects of their traditional religions
15. ↑  Encyclopædia Britannica. Britannica Book of the Year 2003. Encyclopædia Britannica, (2003) (ردمك 9780852299562) p.306. According to the Encyclopædia Britannica, as of mid-2002, there were 376,453,000 Christians, 329,869,000 Muslims and 98,734,000 people who practiced traditional religions in Africa. Ian S. Markham,(A World Religions Reader. Cambridge, Massachusetts: Blackwell Publishers, 1996.) is cited by Morehouse University as giving the mid-1990s figure of 278,250,800 Muslims in Africa, but still as 40.8% of the total. These numbers are estimates, and remain a matter of conjecture. See Amadu Jacky Kaba. The spread of Christianity and Islam in Africa: a survey and analysis of the numbers and percentages of Christians, Muslims and those who practice indigenous religions. The Western Journal of Black Studies, Vol 29, Number 2, June 2005. Discusses the estimations of various almanacs and encyclopedium, placing Britannica's estimate as the most agreed figure. Notes the figure presented at the World Christian Encyclopedia, summarized here نسخة محفوظة 5 مارس 2016 على موقع واي باك مشين., as being an outlier. The World Book Encyclopedia has estimated that in 2002 Christians formed 40% of the continent's population, with Muslims forming 45%. It was also estimated in 2002 that Christians form 45% of Africa's population, with Muslims forming 40.6%. "نسخة مؤرشفة". مؤرشف من الأصل في 2019-05-31. اطلع عليه بتاريخ 2019-12-08.
16. ↑  "Ancient African Religion Finds Roots In America". NPR.org (بالإنجليزية). Archived from the original on 2019-12-07. Retrieved 2019-11-02.
17. ↑  Ehret, C. The Civilizations of Africa: a History to 1800, University Press of Virginia. 2000.
18. ↑  Major Religions Ranked by Size نسخة محفوظة 16 يناير 2018 على موقع واي باك مشين.
19. ↑  Clark, Andrew F., & Phillips, Lucie Colvin, "Historical Dictionary of Senegal". ed: 2, Metuchen, New Jersey : Scrarecrow Press (1994) p 265
20. ↑  Anne C. Bailey, African Voices of the Atlantic Slave Trade: Beyond the Silence and the Shame. نسخة محفوظة 16 أغسطس 2017 على موقع واي باك مشين.
21. ↑  M. Darrol Bryant, Rita H. Mataragnon, The Many faces of religion and society (1985), Page 100, https://books.google.com/books?id=kv4nAAAAYAAJ:"African traditional religion went through and survived this type of persecution at the hands of Christianity and Islam..." نسخة محفوظة 20 فبراير 2017 على موقع واي باك مشين.
22. ↑  Garrick Bailey, Essentials of Cultural Anthropology, 3rd ed. (2013), Page 268, https://books.google.com/books?isbn=1133603564:"Later, during the nineteenth century, Christian missionaries became active in Africa and Oceania. Attempts by Christian missionaries to convert nonbelievers to Christianity took two main forms: forced conversions and proselytizing." نسخة محفوظة 2020-11-18 على موقع واي باك مشين.
23. ↑  Festus Ugboaja Ohaegbulam, Towards and Understanding of the African Experience (1990), p. 161, https://books.google.com/books?isbn=0819179418:"The role of Christian missionaries are a private interest group in European colonial occupation of Africa was a significant one...Collectively their activities promoted division within traditional African societies into rival factions...the picture denigrated African culture and religion..." "نسخة مؤرشفة". مؤرشف من الأصل في 2020-11-18. اطلع عليه بتاريخ 2020-12-30.{{استشهاد ويب}}:  صيانة الاستشهاد: BOT: original URL status unknown (link)
24. ↑  Toyin Falola et al., Hot Spot: Sub-Saharan Africa: Sub-Saharan Africa (2010), p. 7, https://books.google.com/books?isbn=031335972:"A religion of Middle Eastern origin, Islam reached Africa via the northern region of the continent by means of conquest. The Islamic wars of conquest that would lead to the Islamization of North Africa occurred first in Egypt, when in about 642 CE the country fell to the invading Muslim forces from Arabia. Over the next centuries, the rest of the Maghreb would succumb to Jihadist armies...The notion of religion conversion, whether by force or peaceful means, is foreign to indigenous African beliefs...Islam, however, did not become a religion of the masses by peaceful means. Forced conversion was an indispensable element of proselytization." نسخة محفوظة 2020-11-18 على موقع واي باك مشين.
25. ↑  Black God: The Afroasiatic Roots of the Jewish, Christian, and Muslim Religions, Julian Baldick
26. ↑  "African traditional religion in the modern world", p. 125, by Douglas E. Thomas
27. ↑  موليفي كيتي أسانتي، Mazama, Ama, Encyclopedia of African Religion, SAGE Publications (2008), p. 846, (ردمك 9781506317861)  نسخة محفوظة 18 يوليو 2018 على موقع واي باك مشين.
28. ↑  أنتا ديوب، The origin of civilization : Myth or reality, (edited and translated by Mercer Cook) Laurence Hill Books (1974), p. 191-9, (ردمك 978-1-55652-072-3)
29. ↑  "The Wiley-Blackwell Companion to African Religions", 325, by Elias Kifon Bongmba
30. ↑  Warfare in African History (New Approaches to African History) Richard J. Reid, Kindle Edition, location 617
31. ↑  "Visions & Revisions: Selected Discourses on Literary Criticism", p. 176, by Emeka Nwabueze
32. ↑  "Education for Renaissance in Africa- Large Format" by Raphael J.Njoroge, p. 314
33. ↑  "African Traditional Religion Encounters Christianity: The Resilience of a Demonized Religion" by John Chitakure, p. 77